# Gurmit Singh
Gurmit Singh Kullar (ur. w 1907 w Jullun, zm. 4 lutego 1992) – indyjski hokeista na trawie. Złoty medalista olimpijski z Los Angeles.
Zawody w 1932 były jego jedynymi igrzyskami olimpijskimi. W turnieju wystąpił w dwóch spotkaniach strzelając aż 8 goli.